# 555 (tal)
555 är det naturliga talet som följer 554 och som följs av 556.

## Inom matematiken
- 555 är ett udda tal.
- 555 är det 65:e palindromtalet.
- 555 är delbart med siffersumman (15).
- 555 är ett sfeniskt tal

## Inom vetenskapen
- 555 Norma, en asteroid.

## Inom elektroniken
- 555 timer IC, en timer-IC (integrerad krets) som designades år 1970 av Hans R. Camenzind. Den introducerades 1971 av Signetics (som senare köptes av Philips).